# Het regent zonnestralen
Het regent zonnestralen is een single van Acda en De Munnik en bereikte in 1999 de 40e positie in de Mega Top 100 op Radio 3FM. Ondanks deze bescheiden notering is de plaat uitgegroeid tot een van de meest gewaardeerde platen van het duo. In 2015 werd deze door de luisteraars van NPO 3FM gekozen tot de beste Nederlandse plaat ooit gemaakt.

## Tekst
Het lied is een vervolg op het nummer Als het vuur gedoofd is. In dit lied is de hoofdpersoon Herman tot de conclusie gekomen dat hij eigenlijk alles wat hij ooit had willen doen in zijn leven nooit heeft gedaan en het er nu eigenlijk te laat voor is. Hij heeft nu een huis, kind, vrouw en baan en zou hierdoor zijn dromen nooit meer na kunnen gaan.
In het nummer wordt terug verwezen naar deze gebeurtenis en blijkt dat Herman heeft besloten zijn tas in de vijver te gooien en zijn hart te volgen. Dezelfde Herman zit een paar dagen later op een terras in Frankrijk. Iedereen denkt dat hij overleden is doordat de man die zijn auto gekocht heeft een ongeluk heeft gekregen. Hierdoor kan Herman eindelijk toch zijn dromen achterna.

## Hitnotering

### Mega Top 100
| Hitnotering (week 1 t/m 12): 02-01-1999 t/m 20-03-1999 Hitnotering (week 13): 23-01-2021 | Hitnotering (week 1 t/m 12): 02-01-1999 t/m 20-03-1999 Hitnotering (week 13): 23-01-2021 | Hitnotering (week 1 t/m 12): 02-01-1999 t/m 20-03-1999 Hitnotering (week 13): 23-01-2021 | Hitnotering (week 1 t/m 12): 02-01-1999 t/m 20-03-1999 Hitnotering (week 13): 23-01-2021 | Hitnotering (week 1 t/m 12): 02-01-1999 t/m 20-03-1999 Hitnotering (week 13): 23-01-2021 | Hitnotering (week 1 t/m 12): 02-01-1999 t/m 20-03-1999 Hitnotering (week 13): 23-01-2021 | Hitnotering (week 1 t/m 12): 02-01-1999 t/m 20-03-1999 Hitnotering (week 13): 23-01-2021 | Hitnotering (week 1 t/m 12): 02-01-1999 t/m 20-03-1999 Hitnotering (week 13): 23-01-2021 | Hitnotering (week 1 t/m 12): 02-01-1999 t/m 20-03-1999 Hitnotering (week 13): 23-01-2021 | Hitnotering (week 1 t/m 12): 02-01-1999 t/m 20-03-1999 Hitnotering (week 13): 23-01-2021 | Hitnotering (week 1 t/m 12): 02-01-1999 t/m 20-03-1999 Hitnotering (week 13): 23-01-2021 | Hitnotering (week 1 t/m 12): 02-01-1999 t/m 20-03-1999 Hitnotering (week 13): 23-01-2021 | Hitnotering (week 1 t/m 12): 02-01-1999 t/m 20-03-1999 Hitnotering (week 13): 23-01-2021 | Hitnotering (week 1 t/m 12): 02-01-1999 t/m 20-03-1999 Hitnotering (week 13): 23-01-2021 | Hitnotering (week 1 t/m 12): 02-01-1999 t/m 20-03-1999 Hitnotering (week 13): 23-01-2021 | Hitnotering (week 1 t/m 12): 02-01-1999 t/m 20-03-1999 Hitnotering (week 13): 23-01-2021 |
| Week:                                                                                    | 1                                                                                        | 2                                                                                        | 3                                                                                        | 4                                                                                        | 5                                                                                        | 6                                                                                        | 7                                                                                        | 8                                                                                        | 9                                                                                        | 10                                                                                       | 11                                                                                       | 12                                                                                       |                                                                                          | 13                                                                                       |                                                                                          |
| ---------------------------------------------------------------------------------------- | ---------------------------------------------------------------------------------------- | ---------------------------------------------------------------------------------------- | ---------------------------------------------------------------------------------------- | ---------------------------------------------------------------------------------------- | ---------------------------------------------------------------------------------------- | ---------------------------------------------------------------------------------------- | ---------------------------------------------------------------------------------------- | ---------------------------------------------------------------------------------------- | ---------------------------------------------------------------------------------------- | ---------------------------------------------------------------------------------------- | ---------------------------------------------------------------------------------------- | ---------------------------------------------------------------------------------------- | ---------------------------------------------------------------------------------------- | ---------------------------------------------------------------------------------------- | ---------------------------------------------------------------------------------------- |
| Positie:                                                                                 | 61                                                                                       | 52                                                                                       | 45                                                                                       | 42                                                                                       | 40                                                                                       | 44                                                                                       | 46                                                                                       | 53                                                                                       | 57                                                                                       | 64                                                                                       | 67                                                                                       | 76                                                                                       | uit                                                                                      | 98                                                                                       | uit                                                                                      |

### NPO Radio 5 Evergreen Top 1000
| Evergreen Top 1000 "Het Regent Zonnestralen" | Evergreen Top 1000 "Het Regent Zonnestralen" | Evergreen Top 1000 "Het Regent Zonnestralen" | Evergreen Top 1000 "Het Regent Zonnestralen" | Evergreen Top 1000 "Het Regent Zonnestralen" | Evergreen Top 1000 "Het Regent Zonnestralen" | Evergreen Top 1000 "Het Regent Zonnestralen" | Evergreen Top 1000 "Het Regent Zonnestralen" | Evergreen Top 1000 "Het Regent Zonnestralen" | Evergreen Top 1000 "Het Regent Zonnestralen" | Evergreen Top 1000 "Het Regent Zonnestralen" |
| Jaar                                         | 2008                                         | 2009                                         | 2010                                         | 2011                                         | 2012                                         | 2013                                         | 2014                                         | 2015                                         | 2016                                         | 2017                                         |
| -------------------------------------------- | -------------------------------------------- | -------------------------------------------- | -------------------------------------------- | -------------------------------------------- | -------------------------------------------- | -------------------------------------------- | -------------------------------------------- | -------------------------------------------- | -------------------------------------------- | -------------------------------------------- |
| Positie                                      | -                                            | -                                            | -                                            | -                                            | -                                            | -                                            | -                                            | -                                            | 660                                          | 354                                          |

### NPO Radio 2 Top 2000
| Nummer met noteringen in de NPO Radio 2 Top 2000 | '03  | '04 | '05 | '06 | '07 | '08 | '09 | '10 | '11 | '12 | '13 | '14 | '15 | '16 | '17 | '18 | '19 | '20 | '21 | '22 | '23 | '24 |
| ------------------------------------------------ | ---- | --- | --- | --- | --- | --- | --- | --- | --- | --- | --- | --- | --- | --- | --- | --- | --- | --- | --- | --- | --- | --- |
| Het regent zonnestralen                          | 1061 | 97  | 60  | 64  | 31  | 67  | 61  | 52  | 60  | 98  | 87  | 77  | 63  | 63  | 82  | 101 | 108 | 101 | 102 | 127 | 77  | 78  |

1. ↑  Een vetgedrukt getal geeft de hoogste notering aan.
2. ↑  2003 was het eerste jaar met een notering voor dit nummer.

- MusicBrainz release group: acd1ee02-307c-39b8-acae-c9c4469480d6